# Jean-Christophe Boullion
Jean-Christophe Boullion (22 de desembre del 1969 a Saint-Brieuc, França) fou un pilot de curses automobilístiques francès que va arribar a disputar curses de Fórmula 1.

## Carrera automobilística
Jean-Christophe Boullion va debutar a la cinquena cursa de la temporada 1995 (la 46a temporada de la història) del campionat del món de la Fórmula 1, disputant el 28 de maig el Gran Premi de Mònaco del 1995 al circuit urbà de Montecarlo.
Va participar en onze curses puntuables pel campionat de la F1 disputades totes a la Temporada 1995 de Fórmula 1 aconseguint una cinquena posició com millor classificació en una cursa i assolí tres punts vàlids pel campionat del món de pilots.

## Resultats a la Fórmula 1
| Any  | Equip                | Xassís | Motor | 1   | 2   | 3   | 4   | 5     | 6       | 7       | 8    | 9     | 10     | 11     | 12    | 13     | 14      | 15      | 16  | 17  | Posició | Punts |
| ---- | -------------------- | ------ | ----- | --- | --- | --- | --- | ----- | ------- | ------- | ---- | ----- | ------ | ------ | ----- | ------ | ------- | ------- | --- | --- | ------- | ----- |
| 1995 | Red Bull Sauber Ford | Sauber | Ford  | BRA | ARG | SMR | ESP | MON 8 | CAN Ret | FRA Ret | GB 9 | ALE 5 | HON 10 | BEL 11 | ITA 6 | POR 12 | EUR Ret | PAC Ret | JAP | AUS | 16è     | 3     |

### Resum
| Curses: | Victòries: | Pòdiums: | Poles: | Voltes ràpides: | Punts: |
| ------- | ---------- | -------- | ------ | --------------- | ------ |
| 11 (11) | 0          | 0        | 0      | 0               | 0      |